# نصر آل‌مذکور
شیخ نصر آل‌مذکور (عربی: الشیخ نصر آل مذکور) فرماندار عرب قرن هجدهم از یک عرب‌های ایرانی هوله تحت رهبری کریم‌خان زند از سلسله زند بود که در روایتی معاصر به عنوان «دولت مستقل» در بوشهر و بحرین توصیف می‌شد. گزارش کارستن نیبور جغرافیدان آلمانی که در آن زمان از منطقه بازدید کرد شیخ نصر را به عنوان «تنها پادشاه جزیره بحرین» توصیف می‌کند. یک «متشایی» (به شیعه گرویده، به شرح شیخ سلطان بن محمد القاسمی)،  شیخ نصر بحرین را - که محل سکونت هموطنان شیعه‌اش بود - در سال ۱۷۸۳ پس از شکست از اتحاد قبیله‌ای بنی عتبه در زباره در سال ۱۷۸۲ از دست داد.
خاندان المذکور از قبیله‌های عمانی محسوب می‌شدند و رهبری استان بوشهر در ساحل خلیج فارس را بر عهده داشتند. به گفته کارستن نیبور، جغرافیدان آلمانی قرن هجدهم، اعراب بوشهر تحت سلطه المذکورها یکی از سه نیروی اصلی عرب بودند که در دهه ۱۷۶۰ بر بخش‌هایی از جنوب ایران حکومت می‌کردند. اگر چه اعراب بوشهر در ساحل خلیج فارس زندگی می‌کردند، آنها را نباید با هوالاس اشتباه گرفت، و حداقل به گفته نیبور، احساس هویت خود را نداشت. نیبور در سال ۱۷۶۵ از بوشهر دیدن کرد و زمانی که در مورد کشورهای عربی مستقل نوشت، بوشهر را نیز شامل شد.

## حکومت

### به قدرت رسیدن

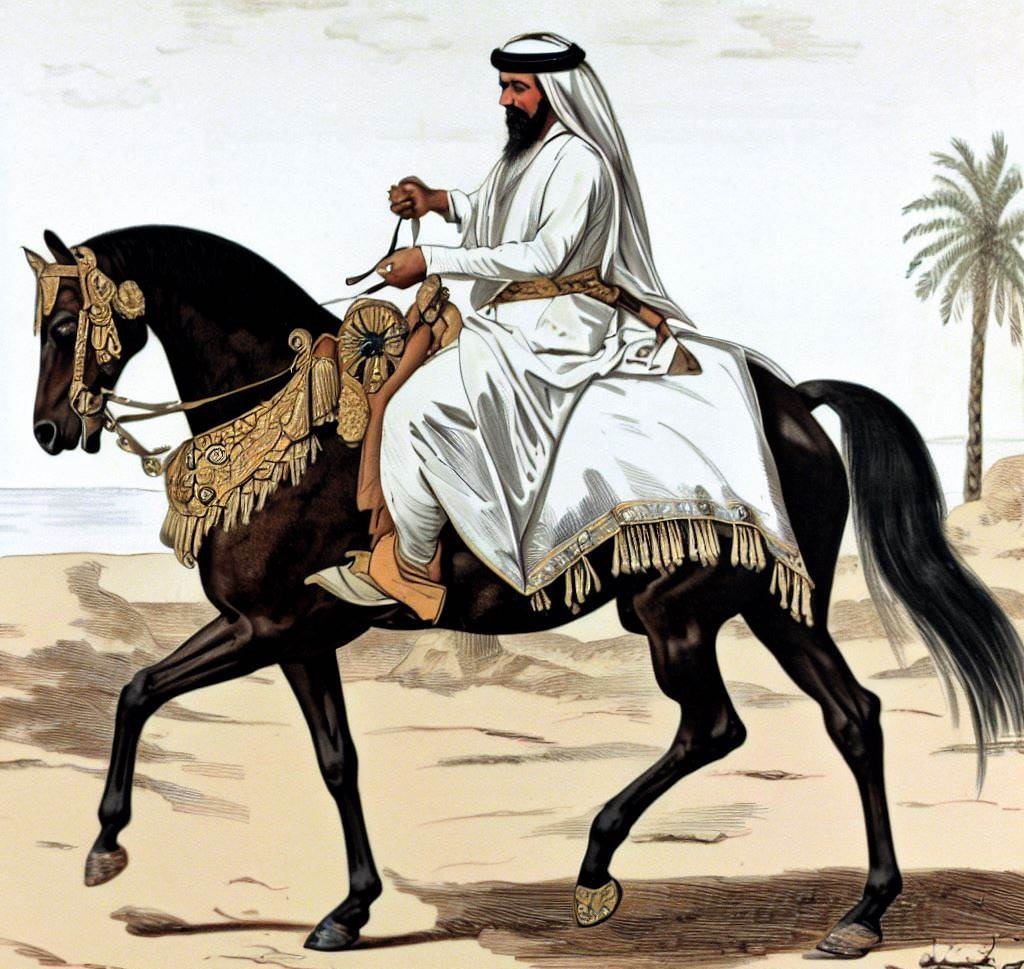
شیخ نصر آل‌مذکور در بوشهر

پس از مرگ نادرشاه در سال ۱۷۴۷، شیخ نصر توانست با استفاده از این خلاء قدرت، حاکم بندر بوشهر را به زندان بیاندازد و تا پایان سال ۱۷۴۸ بر شهر تسلط یابد. او ابتدا از نبرد بین مدعیان مختلف افشاریه دور ماند، اما در ژانویه ۱۷۵۱ اعلام استقلال کرد و مالیات بگیران فرستاده اسماعیل سوم را زندانی و همچنین با قبایل دشتستان ارتباط برقرار کرد.

#### به دست آوردن بحرین
شیخ نصر که به توانایی‌های خود اطمینان پیدا کرد، در نیمه دوم سال ۱۷۵۱ با کمک میرناصر از بندر ریگ به بحرین (جزیره‌ای که تحت کنترل شیخ عسلو بود) حمله کرد. با این حال، آنها تا سپتامبر عقب رانده شده و مجبور به عقب‌نشینی شدند. شیخ عسلو سپس بوشهر را در نوامبر با کمک سایر اعراب هوله محاصره کرد، اما این حمله بی‌نتیجه ماند و به زودی مجبور به رفع محاصره شدند. اتحاد بندر ریگ و بوشهر سرانجام توانست بحرین را تصرف کند، اما حاکم بندر ریگ نصر را متقاعد کرد که به بوشهر بازگردد و جزیره را به او بدهد. اما در سال ۱۷۵۳ حمله بندر گناوه میرناصر را مجبور به بازگشت به بندر ریگ کرد و به نصر آل‌مذکور اجازه داد جزیره را تصرف کند. در طول درگیری بر سر بحرین، خود جزیره به شدت توسط هرج و مرج تضعیف شده بود. به نظر می‌رسد که آل‌مذکور از بحرین به عنوان مکانی برای فرستادن مبتلایان به جذام و بیماری‌های مقاربتی استفاده می‌کرد.

#### درگیری با بندر ریگ
شیخ نصر همچنان با بندر ریگ خشمگین بود، نه تنها به دلیل تصرف بوشهر، بلکه به دلیل اینکه هلندی بوشهر را به مقصد جزیره خارک ترک کرد و یک مکان تجاری پررونق تشکیل داد و اجازه داد دکل بندر رونق پیدا کند. شیخ نصر از برادر کوچکتر میرناصر، میر مهنا، حمایت کرد، زمانی که وی در دسامبر ۱۷۵۴ تلاش کرد بندر ریگ را تصرف کند.
شکوفایی و موقعیت نوظهور زباره به عنوان مرکز شکوفایی مروارید و بندر تجاری، اکنون در قطر امروزی، آن را مورد توجه دو قدرت اصلی منطقه‌ای در آن زمان، یعنی ایران و عمان قرار داده بود. , که احتمالاً با جاه‌طلبی‌های شیخ نصر همدل بودند. زباره به دلیل مرواریدهای گسترده‌ای که در آب‌های آن یافت می‌شود، ثروت بالقوه زیادی عرضه کرد.

## محاصره زباره ۱۷۸۳
نزاع در سال ۱۷۸۲ بین ساکنان زباره و بحرین تحت حاکمیت ایران درگرفت. بومیان زباره برای خرید چوب به بحرین سفر کردند، اما درگیری درگرفت و در هرج و مرج، غلام شیخ بنی عتبه کشته شد. بنی‌عتبه و سایر طوایف عرب متحدشان در ۹ سپتامبر با غارت و ویران کردن منامه تلافی کردند. نبردی نیز در خشکی میان ایرانیان و طوایف عرب درگرفت که در آن هر دو طرف تلفاتی متحمل شدند. زباریان پس از سه روز با یک کشتی ایرانی که برای جمع‌آوری معاهده سالانه استفاده می‌شد، به سرزمین اصلی بازگشتند. در اول اکتبر، علیمرادخان زند به شیخ بحرین دستور داد تا ضد حمله‌ای را علیه زباره آماده کند و نیروهای کمکی را از سرزمین اصلی ایران برای او فرستاد.

## پیروزی بنی عتبه در سال ۱۷۸۳ در زباره ذکر شده است
در ۱۷ مه ۱۷۸۳ جنگ بین طایفه آل بن‌علی بنی عتبه مستقر در زباره و ارتش نصر آل‌مذکور آغاز شد. زباره در اصل مرکز قدرت طایفه آل بن علی بنی عتبه بود که بر زباره حاکم بود و طایفه غالب اولیه در زباره بود. حدود دوهزار سرباز ایرانی تا دسامبر وارد بحرین شدند. آنها سپس در ۱۷ مه ۱۷۸۳ به زباره حمله کردند. ایرانیان پس از متحمل شدن شکست، پرچم‌ها خود را پس گرفته و به سمت کشتی‌های خود عقب‌نشینی کردند. یک ناوگان دریایی اتوب از کویت در همان روز وارد بحرین شد و منامه را به آتش کشید. نیروهای ایرانی به سرزمین اصلی بازگشتند تا نیروهای خود را برای حمله دیگری استخدام کنند، اما پادگان‌های آنها در بحرین در نهایت توسط بنی عتبه تسخیر شد.
استراتژیست این نبرد شیخ نصر آل‌مذکور المذکور بود که شمشیر او پس از فروپاشی سپاه و شکست نیروهایش به دست سلمه بن سیف آل بن علی افتاد.
آل بن علی شمشیر را نزد خود نگه داشتند و مدام آن را از پسری به نوه می‌رسانند تا اینکه به ملک عبدالعزیز بن فیصل آل سعود هدیه داده شد و امروز در موزه ملک عبدالعزیز در ریاض، پایتخت عربستان سعودی قابل مشاهده است.
بنی عتبه بحرین را فتح و ایرانیان را بیرون کرد. پس از شکست دادن آنها در جنگ زباره که در سال ۱۷۸۲ بین آل بن علی و سپاه نصر آل‌مذکور حاکم بحرین و بوشهر رخ داد، بنی عتبه قبلاً در آن زمان در بحرین حضور داشتند و در فصل تابستان در آنجا سکنی گزیده و باغات خرما را خریداری می‌کردند.